# フェリカ家づくり専門学校
フェリカ家づくり専門学校（フェリカいえづくりせんもんがっこう）は、群馬県前橋市南町にある専修学校（専門学校）である。建築技術者、インテリアデザイナーの育成を目的としている。中でも家づくり実践科（4年制、旧・建築設計工学科）は、在学中に実際に住宅の設計建築を経験する点に大きな特色がある。旧校名はフェリカ建築&デザイン専門学校。

## アドミッション・ポリシー
- 建築・インテリアが好きな人物。
- 教育理念である「豊かな感性・確かな技術」を理解した上で、人生を支える特技を身につけるために学ぼうとする者。
- 目的意識を持って勤勉に努め、十年先の自分像を描ける人物。
- 自己を明確に表現できること、周囲への尊敬と協調性を持って行動できる人物。

## 学科
- 家創り実践科（4年制、定員25名）
実際に存在する土地に住宅を設計し、確認申請を提出し審査を受け、現場監理を行うなど、建築士事務所の業務を実際に体験することを大きな特色としている。修了者には高度専門士の称号付与。
- インテリア設計科（3年制、定員25名）
修了者には専門士の称号付与。
- 建築科（2年制、定員25名）
修了者には専門士の称号付与。

いずれも職業実践専門課程の認定を受けている。

## 取得可能な資格・検定

### 試験資格が短縮される資格
- 一級建築士 4年制の学科は卒業後0年にて一級建築士試験受験可能、3年制は3年の実務、2年制は4年の実務が必要。
- 二級建築士 卒業後0年で二級建築士試験受験可能

### 在学中に受験可能な資格・検定
- 建築施工管理技士
- 福祉住環境コーディネーター
- CAD利用技術者
- 商業施設士
- インテリア設計士
- 色彩検定
- カラーコーディネーター
- インテリアコーディネーター
- インテリアプランナー
- 宅地建物取引士

## 沿革
1980年、仲川孝道が豊島区池袋にフェリカハウジングアカデミー（1983年、フェリカテクニカルアカデミーに改称）を創立してインテリアデザイナーの育成を始めた。水上温泉における別荘の設計・監理に際してたびたび群馬県を訪れ、群馬県に建築の学校が無いことから創立を決意。
- 1989年 - 前身であるフェリカテクニカルアカデミー前橋校の設立。
- 1995年 - 現在地に新校舎を建設し移転。
- 1996年 - 学校法人フェリカ学園設立、同時にフェリカ建築&デザイン専門学校を設置する。建築設計科（2年制）、インテリア設計科（2年制）、インテリアコーディネーター科（夜間部）。
- 2001年 - UFO型のレジャーハウスFUTUROが設置された[3]。
- 2004年 - 建築設計工学科（4年制）設置。
- 2022年、フェリカ家づくり専門学校に校名変更。建築設計工学科を家創り実践科に学科名変更[4]。

## レジャーハウスFUTURO
フィンランドの建築家マッティ・スーロネン設計によるUFO型のレジャーハウス「FUTURO（フトゥロ）」が学内に設置してある。
世界中で存在が確認されているFUTUROはわずか18軒で、日本に向けて輸出されたのは２軒、そのうち原型をとどめて存在するのがこの群馬県前橋市のフェリカ建築＆デザイン専門学校に設置してある「FUTURO」のみである。
建築やインテリアの新しい可能性を追求し、学生の未来を照らしだすフェリカ建築&デザイン専門学校のシンボルとして存在している。

## 所在地
群馬県前橋市南町2-38-2　027-223-2100　　　　　　

## アクセス
- 関越自動車道前橋ICから車で約10分
- 関越自動車道高崎ICから車で約15分
- 北関東自動車道前橋南ICから車で約15分
- 北関東自動車道駒形ICから車で約20分
- 群馬県庁から車で約10分
- JR両毛線前橋駅南口から徒歩で約15分